# Miocardiopatia induïda per arrítmies
La miocardiopatia induïda per arrítmies (MIA) és una malaltia on la presència d'arrítmies (un ritme cardíac alterat), habitualment la taquicàrdia (freqüència cardíaca ràpida) prolongada (llavors parlaríem de miocardiopatia induïda per taquicàrdia o MIT), causen un deteriorament del miocardi (múscul cardíac), que pot provocar insuficiència cardíaca. Les persones amb MIA poden tenir símptomes associats a insuficiència cardíaca (per exemple, sensació de falta d'aire o inflor dels turmells) i/o símptomes relacionats amb la taquicàrdia o l'arrítmia (per exemple, palpitacions). Tot i que la fibril·lació auricular és la causa més freqüent de MIA, s'han associat diverses taquicàrdies i arrítmies amb la malaltia.
No hi ha criteris de diagnòstic formals per a les MIA. Així, la MIA es diagnostica normalment quan (1) les proves han exclòs altres causes de miocardiopatia i (2) hi ha una millora en la funció miocàrdica després del tractament de la taquicàrdia o l'arrítmia. El tractament de les MIA pot implicar el tractament de la insuficiència cardíaca, així com la taquicàrdia o l'arrítmia. Les MIA tenen un bon pronòstic amb el tractament, on la majoria de les persones que recuperen bona part de la seva funció cardíaca.
El nombre de casos que es produeixen no és clar. S'han informat MIA en tots els grups d'edat.